# قصه‌های بلزباب برای نوه‌اش
قصه‌های بلزباب برای نوه‌اش یا نقد عینی و بی‌طرفانهٔ زندگی مردم نخستین جلد سه‌گانهٔ همه و همه چیز است که عارف یونانی قفقازی گئورگ گورجیف نوشته‌است. سه‌گانهٔ همه و همه‌چیز ملاقات با مردمان برجسته (چاپ اول انگلیسی در ۱۹۶۳) و زندگی واقعی است، تنها زمانی که «من هستم» (چاپ اول به انگلیسی ۱۹۷۴) را دربرمی‌گیرد.
از آنجا که گورجیف این کتاب را با این نیت نوشت که ابزار اصلی آموزه‌هایش باشد، برای افزایش تلاش لازم برای خواندن و دریافتن آن، آب و تاب زیادی به آن داده‌است. خود گورجیف یک‌بار گفت: «استخوان را آن‌قدر گود به خاک می‌سپارم که سگها باید برای رسیدن به آن خاک را با چنگ بکنند.» کتاب به‌شمار شگرفی از موضوعات و پرسش‌ها می‌پردازد. ساختار اسطوره‌ای تمثیلی پرپهنه‌ای در قالب ادبی بسیار خاص خود است.
طرح قصه‌های بلزباب در اصل پیرامون نشخوار تأملات موجودی فرازمینی به نام «بلزباب» می‌گردد که آن‌ها را هنگام سفر در فضا به سوی سیارهٔ زادگاه بلزباب «کَرَتس» با کشتی فضایی کَرنَک برای نوه‌اش هسین تعریف می‌کند. بیشتر، روایت ماجراجویی‌ها و زحمتهای بلزباب در میان «موجودات سه‌مغزی» (مردمان) سیارهٔ زمین است. بلزباب کل تاریخ رفتارها و آداب و روسم غریب این موجودات را شرح می‌دهد.
قصه‌های بلزباب، از کتابهایی است که در اثر مارتین سیمور اسمیث به نام پرنفوذترین ۱۰۰ کتابی که تاکنون نوشته شده آورده شده با این اشاره «... متقاعدکننده‌ترین هم‌جوشی اندیشهٔ خاور و باختر که تا کنون دیده شده‌است.»

## انتشار
ترجمهٔ انگلیسی نخستین بار در ۱۹۵۰، پس از مرگ گورجیف به چاپ رسید. گورجیف پیش از مرگ اجازهٔ انتشار آن را داد. در شناساگری که برای همه و همه چیز نوشته و در سرآغاز تمامی بخش‌های سه‌گانه آورده شده‌است، جورج ایوانویچ گورجیف هدفش را از انتشار این متن‌ها چنین عنوان می‌کند:
سلسلهٔ نخست: سه کتاب با نام ”نقد عینی و بی‌طرفانهٔ زندگی مردم (انسان) نوین، یا «قصه‌های بلزباب برای نوه‌اش.»
سلسلهٔ دوم: سه کتاب با نام مشترک "ملاقات با مردمان برجسته.
سلسلهٔ سوم: چهار کتاب با نام مشترک "زندگی واقعی است، تنها زمانی که من هستم.
تمامی این آثار بر پایهٔ اصول تازهٔ خردورزی منطقی نوشته شده و به شدت در جهت حل سه پرسش حیاتی زیر رهبری شده است:
سلسلهٔ اول: نابودکردن سنگدلانه و بدون کمترین مصالحهٔ باورها و دیدگاهها در بارهٔ هر چیزی که در دنیاست و سده‌ها در اندیشه‌ورزی و احساس‌های خواننده ریشه دوانده است.
سلسلهٔ دوم: آشنا کردن خواننده با موادی که برای آفرینش تازه لازم است و اثبات درستی و سلامت و کیفیت خوب آن.
سلسلهٔ سوم: کمک به پدید آمدن بازنمودی سنجش‌پذیر و غیرخیالی از دنیایی که در واقعیت در اندیشه‌ورزی و احساس‌های خواننده هستی دارد و نه دنیایی اوهامی که اینک درک و دریافت می‌کند.
نسخهٔ انگلیسی ۱۹۵۰ با راهنمایی شخصی نویسنده از سوی گروهی مترجم که خود برگزیده بود و بنا به فردیت‌های تعریف‌شده‌شان به ویژه آموزش داده بود، پیش برده شد. در چاپ ۱۹۹۹ آن اشتباهات درست شده و دو بندی که از فصل ۳۲ «هیپنوتیسم» در چاپهای اول حذف شده بود، به آن افزوده شد. (5)
به ابتکار ژان دوسالزمن ترجمهٔ دیگری از سوی گروه مترجمان که دربرگیرندهٔ اعضای بنیاد گورجیف نیویورک بودند و با کمک اعضای انجمن گورجیف (لندن) و نهاد گورجیف (پاریس) قصه‌های بلزباب برای نوه‌اش از نو ترجمه و نخست در ۱۹۹۲ به چاپ رسید. این ترجمه از سوی بسیاری از پیروان گورجیف انحطاطی بزرگ و بی‌احترامی به کار گورجیف پنداشته شد. (6)

## طرح کلی

### نویسنده
مقالهٔ اصلی: گئورگ گورجیف
گورجیف بیشتر از هر چیز برای معرفی راه چهارم شناخته شد. او ادعا می‌کرد که آموزه‌های خاورزمین که او به باختر برد بیانگر حقیقتی است که در دین‌های باستانی و آموزه‌های خردمندانهٔ مربوط به خودآگاهی در زندگی روزمره و جایگاه مردمیت و نقش آن در عالم یافت می‌شد. آن را می‌توان در نام سلسلهٔ سوم نوشته‌هایش: زندگی واقعی است، تنها زمانی‌که من هستم، فشرده کرد؛ در حالی‌که که کل سلسلهٔ آثارش همه و همه‌چیز نامیده می‌شود.

### نگارش
پس از تصادف جدی گورجیف در ۱۹۲۴ (۱۳۰۳)، او بر آن شد که با نوشتن چندین کتاب مفصل چیزی از آموزه‌های نظری خود را انتقال دهد. به دنبال نوشتن و از نوشتن‌های بسیار، نخستین جلد با نام قصه‌های بلزباب برای نوه‌اش بیرون آمد. گورجیف نخست قصه‌های بلزباب را به روسی و ارمنی در سال‌های ۱۳۰۳ تا ۱۳۰۶ دیکته می‌کرد (4)؛ چرا که ابتدا به دلیل شرایط پس از تصادفش خود نمی‌توانست بنویسد. پس از آنکه به دنبال خوانش‌های گوناگون همگانی متن‌هایش دریافت که کسانی که با قالب اندیشه‌ورزی و بیان او آشنا نبودند نمی‌توانستند یک کلمه از آن را بفهمند، بر آن شد که همه چیز را از نو بنویسد.
بسیاری از جزئیات فعالیت‌های دیگر گورجیف در حین نوشتن کتاب را می‌توان در کتاب سوم او به نام زندگی واقعی است، تنها زمانی که من هستم دریافت.

### خوانش‌ها
در سراسر زمانی‌که گورجیف وقت خود را پای نوشتن گذاشته بود، اغلب نشست‌هایی برای خواندن متن‌هایش هم برای شاگردان و هم ناآشنایان ترتیب می‌داد. ویلیام بوهلر سیبروک گفته که گورجیف از او خواست برخی از دوستانش را به آپارتمان گورجیف دعوت کند، جایی که بخشی از دست‌نوشتهٔ قصه‌های بلزباب بلند خوانده می‌شد. از قرار شنوندگان (که جان واتسون رفتارگرا، لینکولن استفنس و جورج سلدس در میانشان بودند) گیج و پریشان شده و تحت تأثیر قرار نگرفته بودند. (7)

## خلاصه
گورجیف می‌گفت که او هر پرسشی را که ممکن است در ذهن کسی پدید آید، پاسخ داده‌است.
در سرآغاز کتابش گورجیف می‌نویسد:
پندی دوستانه
(این پند فی‌البداهه هنگام ارسال این کتاب به ناشر به دست نویسنده نوشته شده است.) : بنا به خردورزی و نتیجه‌گیری‌های بسیاری که هنگام پژوهشهای آزمایشی خود در بارهٔ باروری درک و دریافتِ تأثیراتِ تازه از شنیده‌ها و خوانده‌های مردمان امروز به دست آورده‌ام، و بنا به یکی از گفته‌های فرزانگی مردمی که هم‌اکنون به یادم آمدم و از زمان‌های باستان به ما رسیده است و می‌گوید:
"هر دعایی تنها زمانی به گوش قدرت‌های عالی‌تر می‌رسد که سه بار بر زبان آورده شود و تنها در صورتی که سه بار گفته شود، پاسخ می‌گیرد:
نخست ـ برای رفاه یا آرامش جان مادروپدر؛
دوم ـ برای نیک‌بود همسایه؛
سوم ـ برای خود"؛
برای همین لازم می‌دانم که در همین صفحهٔ اول این کتاب که آمادهٔ چاپ است، این پند را بدهم:
"هر نوشتهٔ مرا سه‌بار بخوانید:
- بار اول ـ به همان صورتی که به طور مکانیکی همهٔ کتاب‌ها و روزنامه‌های این دوران را می‌خوانید.
- بار دوم ـ طوری که انگار دارید برای دیگری می‌خوانید، یعنی با صدای بلند.
- و تنها بار سوم ـ بکوشید که جان کلام نوشته‌های مرا بگیرید و درستی و نادرستی آنها را برای خود روشن کنید.

تنها در این صورت می‌توانید روی شکل‌گیری قضاوت بی‌طرفانهٔ خود در بارهٔ نوشته‌های من حساب کنید، قضاوتی که فقط به شما تعلق دارد. و تنها در این صورت امید من می‌تواند متحقق شود که بنا به درجهٔ دریافت‌تان سودی که پیش‌بینی کرده‌ام و با تمام وجود آرزویش را برای شما کرده‌ام، از مطالعهٔ آنها دستگیرتان می‌شود.
از زمانی که قصه‌های بلزباب برای نوه‌اش نوشته شد، نیت این نبوده که به تنهایی به شکلی فشرده مطالعه شود، بلکه بخش‌های گوناگون دریافت از راه سنت شفاهی به خواننده انتقال داده شود تا در بارهٔ آنچه نوشته شده دریافت بیشتری بیابد.

### شخصیت‌ها

#### شخصیت‌های اصلی
بلزباب شخصیت اصلی کتاب است که تجربه‌های گذشتهٔ خود را در منظومه‌ای شمسی به نام «ارس» (منظومهٔ شمسی ما) که به دلیل شورش در برابر بی‌پایانی به آن تبعید شده‌است تأمل‌نشخوار می‌کند. او تبعید را با مشاهدهٔ منظومه شمسی، و به ویژه زمین و مردمان آن می‌گذراند. زمین را از زمان آفرینشش تا ۱۹۲۲ (۱۳۰۱) به تماشا می‌نشیند و شش‌بار از آن دیدار می‌کند.
به دلیل کمکش به ریشه‌کنی آیین قربانی کردن جانوران روی زمین، محکومیت بلزباب بخشیده می‌شود.
بلزباب قصه‌هایش را اندکی پس از بازگشتش از تبعید در زمانی که با کشتی فضایی کرنک با نوه‌اش هسین به کنفرانسی در سیاره‌ای دیگر می‌رود، برای او تعریف می‌کند. او هسین را با خود می‌برد تا از وقت آزاد خود در این سفر به منظور آموزش درست نوه‌اش سود جوید. هسین با شکیبایی و ستایش به قصه‌های پدربزرگش گوش می‌دهد. آهون، خدمتکار پیر و وفادار بلزباب هم او و هسین را در این سفر فضایی همراهی می‌کند.
نام بلزباب از نو نامیدن تحقیرآمیز ایزد پیش از یهودیت کنعان بعل به معنای لفظی «پروردگار مگس خانگی» (بعل ـ زِووو) است (اشارهٔ توحیدگرای یهودیت به بعل کمابیش بی‌تردید به منظور بدمعنا کردن آن بود و بیشتر و بیشتر در میان اصطلاحاتی که برای شیطان به کار رفت، جا باز کرد. دیرتر این نام، بعل به صورت نام یک دیو پدیدار می‌شود که اغلب با بلزباب جا عوض می‌کند)، در حالی‌که نام هسین ریشهٔ زبان‌شناسانه‌ای با حسین عربی دارد. (8) زیگموند فروید می‌گوید که از لحاظ نظری یهودیت و مسیحیت رابطهٔ میان پدر (یهودیت) و پسر (مسیحیت) را بیان می‌کند. (9) از این لحاظ، انتخاب پدربزرگ و نوه از سوی گورجیف رابطهٔ پیش از یهودیت و پس از مسیحیت را می‌رساند. (8)
کشتی فضایی کرنک نامش را از معبد پرآوازه‌ای در کرانه‌های رود نیل در مصر می‌گیرد. زمانی‌که مردمان از راه دانش و معرفت باستانی به اندازهٔ کافی آزاد شوند که بر فراز شوند، می‌توانند در عالم سفر کنند، برای همین نام آن معبد به کشتی فضایی داده شده‌است. (10)
یک استعارهٔ ممکن دیگر برای سه شخصیت در این کتاب این است که می‌توانند بازنمود گورجیف از سه مغز یا مرکز مردمی (آدمی) را بازنمایی کند.
1. بلزباب ـ مرکز اندیشه
2. هسین ـ مرکز عاطفه
3. آهون ـ مرکز متحرک

از این گذشته «کرنک» به ارمنی به معنای «تن مرده» است و بنابراین این تمثیل نشان می‌دهد که چگونه ذهن عواطف را آموزش می‌دهد.

#### شخصیت‌های اصلی دیگر
ملانصرالدین آموزگاری بی‌طرف است که برای هر وضعیت زندگی گفته‌ای خردمندانه دارد.
لنتروهمسنین موجودی است که تمامی آثار کارها و زحمت‌ها و آموزش‌های آشیته شیمش را نابود کرد.
گورنهور هرهرخ دانشمندی در سیارهٔ کیوان است که در روشنگری ویژگی‌های اکیدانوخ کارشناس است و در ضمن دوست جوهری بلزباب است.
مهین‌فرشته لوئیسوس، مهین شیمیدان ـ فیزیکدان عالم است که اندام خاص کوندابافر را نوآوری می‌کند و در قاعدهٔ ستون فقرات مردمی کاشته می‌شود تا مردمان واقعیت را درک‌ودریافت نکنند. واژهٔ آغازین کوندابافر در دوره‌ای از تاریخ به واژهٔ کوندالینی دگرگون شد. لوئیسوس به دلیل پرسش آداب همه‌گیر قربانی کردن جانوران روی زمین به بلزباب رو می‌آورد که کمیت آن، شکل‌گیری جوّ روی ماه را به خطر می‌انداخت.
بلکوتسی بنیان‌گذار انجمن اخلدن است که از لحاظ شناخت و معرفت همتایی روی زمین نداشته و هنوز هم ندارد.
شاه کنوزیون یکی از کسانی است که «جهنم» و «بهشت» را به عنوان راهی برای بازداشتن مردمان از جویدن دانه‌های تریاک نوآوری کرد.
چون ـ کیل ـ تز و چون ـ ترو ـ پل، برادران دوقلوی چینی هستند که قانون هفت‌تایی را از نو پیدا و دستگاهی به نام «اله ـ اَتَپَن» را نوآوری کردند.
حاجی ـ استوتز ـ ترو درویش بخارایی که آشنایی بسیار خوبی با تمامی قوانین ارتعاشات و اثراتشان داشت.

#### افراد قدیس‌وار کیهانی
اشیته شیمش، قدیس بودا، قدیس لاما، قدیس عیسی مسیح، قدیس موسی، حضرت محمد، قدیس کیرمینَشَه، قدیس کریشنَخرنَه

#### شخصیتهای فرعی و شخصیتهای تاریخی اشاره شده
کورش شاه ایرانی، لئوناردو دا وینچی، فیثاغورث، اسکندر مقدونی، منیکل، داروین، ایناتیوس، مسمر، مندلجیف، فرشتگان، مهین‌فرشتگان گوناگون و خیلی‌های دیگر.

### واژه‌های ناشناخته
گورجیف در سراسر کتاب معنای خاصی به برخی از واژه‌های نوآورانه می‌دهد مانند، تری‌امزیکمو ـ قانون سه، هپتاپره‌پرشینوخ ـ قانون هفت‌تایی، سلیوننسیوس ـ قانون کیهانی خاص و این و آن. روشن نیست که آیا گورجیف این واژه‌ها را نوآوری کرده یا مفاهیم خاصی را به آن‌ها بخشیده‌است. بسیاری از این واژه‌ها ریشه در زبانهای نوین دارند، در حالی‌که بقیه ریشه در زبانهای باستانی. یک امکان دیگر در زندگی واقعی است، تنها زمانی‌که «من هستم» آمده، در جایی‌که گورجیف در بارهٔ فراگیری تصادفی واژه سلیوننسیوس از یک درویش سخن می‌گوید.
گورجیف این واژه‌ها را برای مفاهیم اصلی و فرعی به کار می‌برد. یکی از مفاهیم اصلی جایی است که گورجیف واژه هسنموس را برای گونه‌های خاصی از مردمان به کار می‌برد. بنا به قصه‌های بلزباب، هسنموس موجودی است که «چیزی» به دست می‌آورد که عوامل آسیب‌بخشی برای او و همین‌طور اطرافیانش می‌آفریند. بنا به گورجیف این در مورد «مردمان میانحال» به همان اندازه کاربرد دارد که کسانی که در «سطوح عالیتری» هستند.
این «چیز» در نتیجهٔ تجلیات زیر در موجودات شکل می‌گیرد:
1. هر گونه هرزگی و فساد، آگاهانه و ناآگاهانه
2. احساس رضایت نفس از گمراه کردن دیگران
3. گرایش ایستادگی‌ناپذیر به نابود کردن هستی موجودات دیگری که نفس می‌کشند
4. انگیزش آزاد شدن از ضرورت تحقق بخشیدن به بودن ـ تلاشهایی که طبیعت می‌طلبد
5. همه‌گونه تلاش برای پنهان کردن چیزی از دیگران که به آرای آن‌ها اشکالات و ایرادات فیزیکی است
6. رضایت نفس همراه با آرامش در به کاربردن هر آنچه که خود شخص شایستگی آن را به دست نیاورده
7. تلاش برای آنکه چیزی که هست نباشد

## پیچیدگی طرح
گورجیف به تفصیل لایه به لایه به پیچیدگی کتاب افزوده تا آن را دشوارترین و پرکشاکش‌ترین متنی کند که هر کس سعی به خواندنش کند با آن رویارو می‌شود. متنی که گاه خشک می‌نماید و این تصور که زیاد روده‌درازی شده، یا در ظاهر خنده‌دار می‌نماید و همراه با فهرستی عظیم از واژه‌های پیچیده که اغلب در سراسر متن با آن برخورد می‌شود. بسیاری اوقات تعریف آن واژه‌ها دیرتر در متن داده می‌شود و به این ترتیب دریافت بیشتر کتاب پیچیده‌تر می‌شود. سطحی‌ترین دلیل استفاده از این واژه‌های پیچیده می‌تواند «بیدار کردن» خواننده و اجازه ندادن به خواندن این متن مانند کتابهای دیگر باشد.
فصل اول که «خیزش اندیشه» نام دارد، سی بار از سوی گورجیف ویرایش و از نو نوشته شده‌است. گورجیف یکی از بحث‌برانگیزترین انگاره‌ها را در یکی از فصلهای اول شرح داده که نام آن عبارت است از: «مهین پوچی: بنا به گفتهٔ بلزباب، خورشید ما نه روشن می‌کند و نه گرم.»
یکی از نقدهای گورجیف از جامعهٔ نوین که به روشنی حتی برای خواننده‌ای الابختکی در این جلد خاص بیان شده، دقت نداشتن زبان نوین است. آنچه در زیر می‌آید جملهٔ اول قصه‌های بلزباب برای نوه‌اش است:
در میان دیگر باورهای راسخی که در زندگی مسؤل و به شکلی خاص ساخته شده‌ام شکل‌گرفته، این باور ـ راسخ و تزلزل‌ناپذیر ـ هم وجود دارد که همیشه و در همه‌جای روی زمین، در میان مردمان با هر درجه‌ای از رشد فهم و دریافت و هر شکلی از تجلیِ عواملی که زایندة همه‌گونه آرمانی در فردیّت‌شان است، این گرایش به دست آمده که هنگام شروع هر چیز تازه‌ای، بی هیچ تزلزلی با صدای بلند و اگر نه بلند، دست‌کم در ذهن خود، آن گفتة مشخصی را به زبان آورند که حتی برای هر مردم (آدم) بی‌سوادی هم دریافتنی است و در دورانهای متفاوت، به شکلهای گوناگون قالب‌ریزی شده و در روزگار ما در قالب این واژه‌ها آورده می‌شود:«به نام پدر، پسر، و به نام روح القدس. آمین.»
دلیل پیچیده کردن طرح این کتاب افزایش تلاش و توجه‌ای است که خواننده برای فهمیدن آن نیاز دارد. دلیلش این باور راسخ گورجیف است که دانشی که بدون تلاش از سوی شاگرد به دست می‌آید به کلی برایش بی‌فایده‌است. به گمان او دانش راستین از راه تجربه‌های شخصی و رویارویی‌های فردی که با نیت‌های خود شخص تحقق می‌یابد فرامی‌رسد.
پیچیدگی و درازای این کتاب خوانندگان را به کسانی محدود می‌کند که به انگاره‌های گورجیف علاقه‌مندند. به همین دلیل نقد آن را هم به شکل پرمعنایی محدود می‌کند.